# Лубенка (приток Тясмина)
Лубенка (укр. Лубенка) — правый приток реки Тясмин, протекающий по Черкасскому району (Черкасская область, Украина). 

## География
Длина — 4 км. Площадь водосборного бассейна — 54 км². 
Берёт начало южнее села Лубенцы. Река течёт на север, в нижнем течении делает дважды поворот: на северо-запад, затем северо-восток. Впадает в реку Тясмин (на 48-км от её устья, в 1957 году — на 81-км) севернее села Деменцы. 
Русло средне-извилистое, пересыхает, в нижнем течении выпрямлено в канал (канализировано). На реке есть пруды. Питание смешанное с преобладающим снеговым. Ледостав длится с начала декабря по середину марта. Пойма с очагами лесных насаждений. 
Притоки (от истока до устья): безымянные ручьи.
Населённые пункты на реке (от истока до устья):
1. Лубенцы
2. Спасово